# Abies fanjingshanensis
Abies fanjingshanensis es una especie de conífera perteneciente a la familia  Pinaceae. Es endémica de China donde se encuentra en la provincia de Guizhou en Jiangkou (Fanjing Shan), está considerada en peligro de extinción.

## Descripción
Es un árbol, ramificado,  que alcanza los 30 metros de altura y el tronco de 65 cm de diámetro. La corteza de color gris. Las hojas lineales ascendentes  en los lados de las ramas tienen 1.5–3 cm de longitud y 2–3 mm de ancho. Los conos de semillas con corto pedúnculo son cilíndricos y tienen 5–6 cm de ancho por 4 cm de ancho de color marrón oscuro.

## Taxonomía
Abies fanjingshanensis fue descrita por W.L.Huang, Y.L.Tu & S.Z.Fang y publicado en Acta Phytotaxonomica Sinica 22(2): 154–155, pl. 1. 1984.
Etimología
Abies: nombre genérico que viene del nombre latino de Abies alba.
fanjingshanensis: epíteto geográfico que alude a su localización en la provincia de Guizhou en Jiangkou (Fanjing Shan).
Sinonimia
- Abies fargesii var. fanjingshanensis (W.L.Huang, Y.L.Tu & S.Z.Fang) Silba[5][6]